# Embalse Las Canoas
Embalse Las Canoas är en 11 km2 stor konstgjord sjö i centrla Nicaragua. Den ligger längs den viktiga landsvägen från Managua till Boaco, Chontales och den Karibista kusten. Sjön skapades på 1980-talet för att bevattna sockerrörsfälten.  
Sjön har många fiskar, bland annat jaguarciklider.